# Saint-Amand-de-Coly
Saint-Amand-de-Coly ist eine frühere französische Gemeinde mit 629 Einwohnern (Stand 1. Januar 2022) im Département Dordogne, in der Region Nouvelle-Aquitaine. Sie ist als eines der Plus beaux villages de France (Schönste Dörfer Frankreichs) klassifiziert.
Der Erlass vom 25. September 2018 legt mit Wirkung zum 1. Januar 2019 die Eingliederung von Saint-Amand-de-Coly als Commune déléguée zusammen mit der früheren Gemeinde Coly zur Commune nouvelle Coly-Saint-Amand fest.

## Geografie
Das Dorf liegt etwa 45 Kilometer ostsüdöstlich von Périgueux im Herzen der Landschaft Périgord noir im nordöstlichsten Zipfel von Aquitanien nahe den Regionen Limousin und Midi-Pyrénées.
Umgeben wird Saint-Amand-de-Coly von den Nachbargemeinden und der delegierten Gemeinde:
| Aubas                | Condat-sur-Vézère                           | Coly (Commune déléguée) |
| Montignac-Lascaux    | Kompassrose, die auf Nachbargemeinden zeigt | La Cassagne             |
| La Chapelle-Aubareil | Saint-Geniès                                | Archignac               |

## Bevölkerungsentwicklung

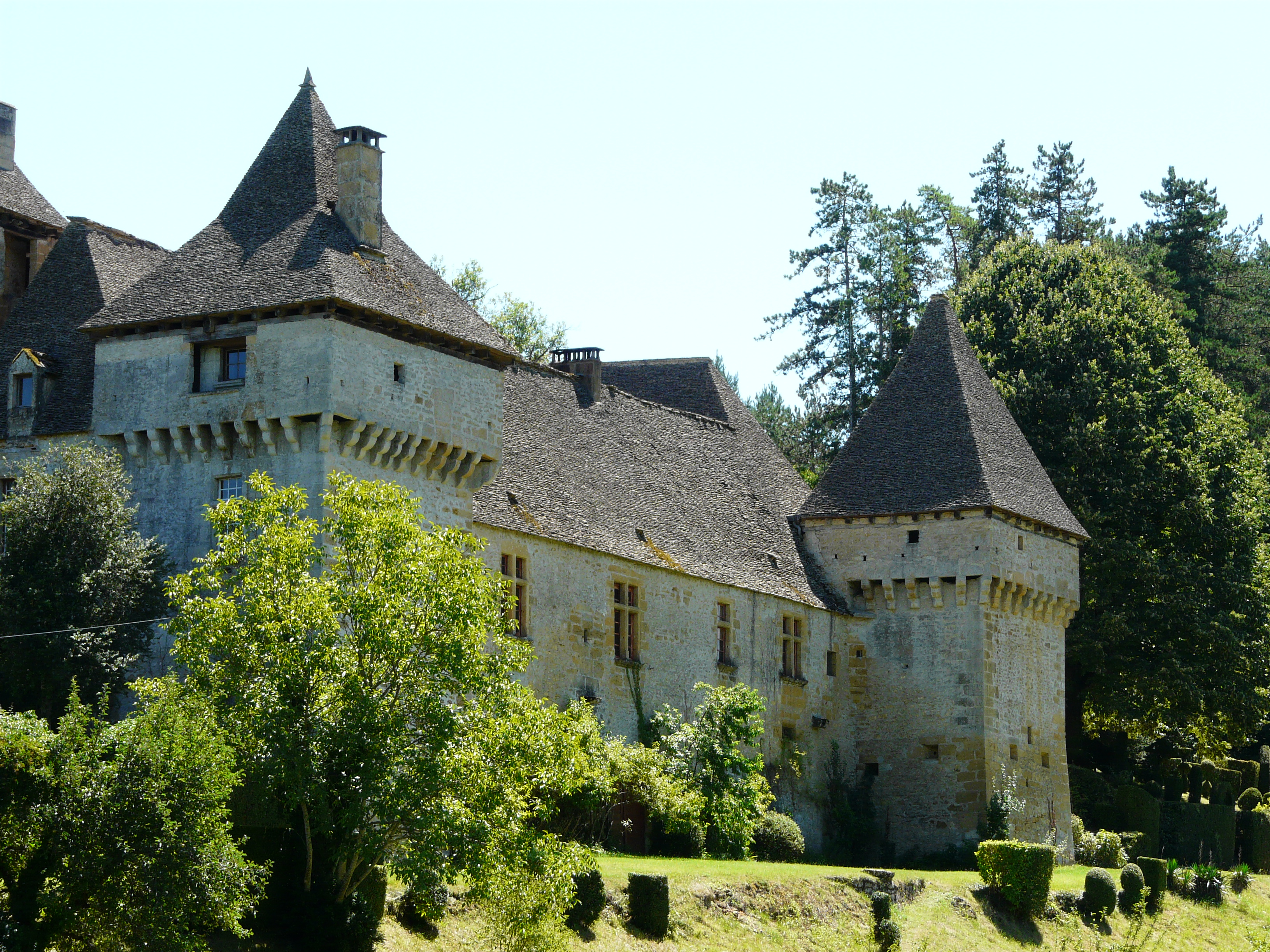
Schloss Grande Filolie

Nach Beginn der Aufzeichnungen fiel die Einwohnerzahl bis zu den Dreißigerjahren des 19. Jahrhunderts, stieg in der Folge bis zur  Mitte des 19. Jahrhunderts auf einen Höchststand von rund 1.150. In der Folgezeit setzte eine Phase der Stagnation ein, die die Zahl der Einwohner bei kurzen Erholungsphasen bis zu den 1980er Jahren auf rund 300 Einwohner sinken ließ, bevor eine Phase moderatem Wachstums einsetzte.
| Jahr      | 1962 | 1968 | 1975 | 1982 | 1990 | 1999 | 2006 | 2011 | 2022 |
| --------- | ---- | ---- | ---- | ---- | ---- | ---- | ---- | ---- | ---- |
| Einwohner | 354  | 322  | 308  | 301  | 312  | 356  | 372  | 404  | 629  |

## Sehenswürdigkeiten
- Romanische Kirche (12. Jahrhundert); siehe Saint-Amand-de-Coly (Kirche)
- Schloss Grande Filolie (14.–16. Jahrhundert)